# رزهای پرورشی

## رزهای باغی قدیمی
| تصویر | نام به فارسی  | نام         | علامت اختصاری | توضیحات |
| ----- | ------------- | ----------- | ------------- | ------- |
|       | آلبا          | Alba        | A             |         |
|       | بوربون        | Bourbon     | B             |         |
|       | سنتیفولیا     | Centifolia  | C             |         |
|       | چاینا         | China       | Ch            |         |
|       | داماسک        | Damask      | D             |         |
|       | اگلندتریا     | Eglanteria  | E             |         |
|       | گالیکا        | Gallica     | G             |         |
|       | دورگه پرپچوال | H.Perpetual | HP            |         |
|       | موس           | Moss        | M             |         |
|       | پورتلند       | Portland    | P             |         |
|       | چای           | Tea         | T             | [ ۱ ]   |

### رزهای باغی قدیم بالارونده
| تصویر | نام به فارسی   | نام           | علامت اختصاری | توضیحات |
| ----- | -------------- | ------------- | ------------- | ------- |
|       | آیرشایر        | Ayrshire      | Ayr           |         |
|       | بورسالت        | Boursalt      | Bslt          |         |
|       | چای بالارونده  | ClTea         | ClT           |         |
|       | نوزت           | Noisette      | N             |         |
|       | دورگه سمپرویرن | H.Semperviren | Semp          | [ ۲ ]   |

## رزهای باغی جدید
| تصویر     | نام به فارسی       | نام                | علامت اختصاری | توضیحات |
| --------- | ------------------ | ------------------ | ------------- | --- |
|           | رز دورگه چای       | Hybrid Tea         | HT            | چهار فصل است. در بین گل‌های باغی جدید دارای بزرگ‌ترین اندازهٔ گل و بوته است. ارتفاع بوته بین ۱ تا ۱٫۶ متر است. معمولاً در هر ساقه تنها یک گل شکفته می‌شود. |
|           | فلوریبوندا         | Floribunda         | Fl            | چهار فصل است. اندازه گل متوسط است و ممکن است کمی به یک طرف خم شود.                                                                                    |
|           | بالارونده          | Climbing           | Cl            | برای پوشاندن دیوارهای کوتاه یا آرج گل بکار می‌رود. برخی از انواع آن تنها در یک فصل و برخی انواع آن چهار فصل گل‌دهی دارند.                               |
|           | مینیاتور           | Miniature          | Min           | فصل گل‌دهی چهار فصل است. گل‌های کوچکی به قطر ۲٫۵–۲ سانتیمتر دارد. ارتفاع بوته بین ۱۵ تا ۵۰ سانتیمتر است.                                                |
| رز بالرین | درختچه درختچه جدید | Shrub Modern Shrub | S MS          | این رز نیمه بالارونده است و شاخه‌های گل آن مانند کمان بطرف پایین خم می‌شوند.                                                                            |

رزهای انگلیسی
رزهای انگلیسی به مجموعه‌ای از گل‌های رز گفته می‌شود که توسط پرورش دهندهٔ رز انگلیسی، دیوید اوستین به وجود آمده‌اند.